# キシュベル
キシュベル（Kisbér、ハンガリー政府観光局はキシュベールと表記、キスバーとも、1873年 - ?）は、1870年代にイギリス・フランスで活躍したハンガリー出身の競走馬である。
父バッカーニアと母ミネラルの間にハンガリーの国立キシュベル牧場で生まれ、イギリスで調教を受けた。おもな勝ち鞍はエプソムダービー、パリ大賞典、デューハーストステークスの3つ。エプソムダービーは、イギリス（当時はアイルランド全土含む）以外で生産された馬としてグラディアトゥール（フランス生まれ）に次ぐ2頭目の制覇である。
引退後はドイツで種牡馬となり、3頭のドイチェスダービー馬（ハーデンベルク、Trollhetta、スパーバー）を出すなど成功、計3度ドイツチャンピオンサイアーを獲得した。1歳下のキンチェムとともにかつてのオーストリア＝ハンガリー帝国の競馬・馬産レベルの高さを現在に伝えている。

## 血統表
| キシュベルの血統（バッカニーア系（ヘロド系） / Birdcatcher 母内3x4=18.75%、 Edmund 父内4x5=9.38%、 Sultan 5x5=6.25%） | キシュベルの血統（バッカニーア系（ヘロド系） / Birdcatcher 母内3x4=18.75%、 Edmund 父内4x5=9.38%、 Sultan 5x5=6.25%） | キシュベルの血統（バッカニーア系（ヘロド系） / Birdcatcher 母内3x4=18.75%、 Edmund 父内4x5=9.38%、 Sultan 5x5=6.25%） | （血統表の出典） | （血統表の出典） |
| 父 Buccaneer 1857 鹿毛 イギリス                                                                                       | 父の父Wild Dayrell 1852 青鹿毛 イギリス                                                                               | Ion | Cain             | Cain             |
| 父 Buccaneer 1857 鹿毛 イギリス                                                                                       | 父の父Wild Dayrell 1852 青鹿毛 イギリス                                                                               | Ion | Margaret         |                  |
| 父 Buccaneer 1857 鹿毛 イギリス                                                                                       | 父の父Wild Dayrell 1852 青鹿毛 イギリス                                                                               | Ellen Middleton | Bay Middleton    | Bay Middleton    |
| 父 Buccaneer 1857 鹿毛 イギリス                                                                                       | 父の父Wild Dayrell 1852 青鹿毛 イギリス                                                                               | Ellen Middleton | Myrrha           |                  |
| 父 Buccaneer 1857 鹿毛 イギリス                                                                                       | 父の母Little Red Rover Mare 1841 栗毛 イギリス                                                                        | Little Red Rover | Tramp            | Tramp            |
| 父 Buccaneer 1857 鹿毛 イギリス                                                                                       | 父の母Little Red Rover Mare 1841 栗毛 イギリス                                                                        | Little Red Rover | Miss Syntax      |                  |
| 父 Buccaneer 1857 鹿毛 イギリス                                                                                       | 父の母Little Red Rover Mare 1841 栗毛 イギリス                                                                        | Eclat | Edmund           | Edmund           |
| 父 Buccaneer 1857 鹿毛 イギリス                                                                                       | 父の母Little Red Rover Mare 1841 栗毛 イギリス                                                                        | Eclat | Squib            |                  |
| 母 Mineral 1863 栗毛 イギリス                                                                                         | 母の父Rataplan 1850 栗毛 イギリス                                                                                     | The Baron | Birdcatcher      | Birdcatcher      |
| 母 Mineral 1863 栗毛 イギリス                                                                                         | 母の父Rataplan 1850 栗毛 イギリス                                                                                     | The Baron | Echidna          |                  |
| 母 Mineral 1863 栗毛 イギリス                                                                                         | 母の父Rataplan 1850 栗毛 イギリス                                                                                     | Pocahontas | Glencoe          | Glencoe          |
| 母 Mineral 1863 栗毛 イギリス                                                                                         | 母の父Rataplan 1850 栗毛 イギリス                                                                                     | Pocahontas | Marpessa         |                  |
| 母 Mineral 1863 栗毛 イギリス                                                                                         | 母の母Manganese 1853 栗毛 イギリス                                                                                    | Birdcatcher | Sir Hercules     | Sir Hercules     |
| 母 Mineral 1863 栗毛 イギリス                                                                                         | 母の母Manganese 1853 栗毛 イギリス                                                                                    | Birdcatcher | Guiccioli        |                  |
| 母 Mineral 1863 栗毛 イギリス                                                                                         | 母の母Manganese 1853 栗毛 イギリス                                                                                    | Moonbeam | Tomboy           | Tomboy           |
| 母 Mineral 1863 栗毛 イギリス                                                                                         | 母の母Manganese 1853 栗毛 イギリス                                                                                    | Moonbeam | Lunatic F-No.4-d |                  |